# Acestrocephalus
Genre
Acestrocephalus est un genre de poissons américains de la famille des Characidae.

## Liste des espèces
- Acestrocephalus acutus Menezes, 2006
- Acestrocephalus anomalus (Steindachner, 1880)
- Acestrocephalus boehlkei Menezes, 1977
- Acestrocephalus ginesi Lasso & Taphorn, 2000
- Acestrocephalus maculosus Menezes, 2006
- Acestrocephalus nigrifasciatus Menezes, 2006
- Acestrocephalus pallidus Menezes, 2006
- Acestrocephalus sardina (Fowler, 1913)
- Acestrocephalus stigmatus Menezes, 2006